# Hồn sói 4
Hồn sói 4 (Tên nguyên bản tiếng Anh là Big Bad Wolf) là một bộ phim thuộc thể loại kinh dị được công chiếu vào năm 2006. Nội dung phim xoay quanh câu chuyện về ma sói. Trong năm 2007, bộ phim này đã giành được giải thưởng Silver tại WorldFest Houston trong danh mục của những bộ phim Khoa học viễn tưởng, kinh dị bán chạy nhất. Bộ phim được đánh giá cao tại Hoa Kỳ vì những cảnh bạo lực, khỏa thân...
Ở Việt Nam, phim được bày bán trên thị trường với tên gọi là "Hồn sói 4" và cũng nằm trong một loạt phim kinh dị có chủ đề về ma sói.

## Nội dung
Câu chuyện được bắt đầu bằng bối cảnh ở một khu rừng rậm ở Cameron thuộc Châu phi, khi đó có hai người đàn ông (một người da trắng tên là Scott và một người da đen) đang đi sắn trong khu rừng này và bị mất phương hướng. Họ nghe thấy một âm thanh của động vật hoang dã, do hoảng loạn, cả hai người lạc nhau. Bất ngờ họ bị một sinh vật to lớn, hình người, đầu sói, đầy lông lá tấn công và giết chết. Người em trai Charlie Cowley của người da trắng bị giết đó tìm thấy xác của anh ta. Vụ việc chìm vào quên lãng và nghị vấn vì không ai bắt được con quái vật đó.
Nhiều năm sau, con trai của người đàn ông gia trắng bị giết đó, Cowley Derek (nhân vật chính do Trevor Duke thủ vai) cùng với một nhóm gồm năm người bạn của mình thực hiện một chuyến phiêu lưu đến một khu vực ngoại ô. Tối đến, nhóm bạn này trú ngụ tại một ngôi nhà vô chủ nằm ở ngoại ô đó.
Một đôi nam nữ trong nhóm này rủ nhau rời khỏi nhóm đến một khu vực vắng vẻ gần đó để làm tình. Bất chợt con một con quái thú hình người mặt sói đầy lông lá xuất hiện và giết chết đôi bạn trẻ này. Sau đó nó tiếp tục tấn công vào ngôi nhà và giết thêm hai người bạn nữa (một bạn nữ tóc vàng trong số đó lẽn chạy trốn nhưng bị ma sói bắt được và cưỡng hiếp rồi giết chết). Chỉ còn lại hai bạn là Cowley Derek và Sam "Samantha" Marche, bạn gái của nhân vật chính (Do Kimberly J. Brown thủ vai), cả hai cùng chống trả quyết liệt và may mắn thoát khỏi trang trại về thành phố.
Hai người bạn quay trở lại thành phố và bắt đầu nghi ngờ rằng cha dượng của Cowley Derek là Toblat Mitchell (Do Richard Tyson thủ vai) chính là một người sói. Họ tìm mọi cách để điều tra bí mật việc này nhưng không thể phát hiện được vì người cha dượng này che giấu thân phận của mình rất kỹ càng. Sau đó, Cowley Derek tìm gặp chú của mình Charlie Cowley (là người đã phát hiện ra thi thể của anh trai mình trong rừng rậm và là người luôn theo dõi sát sao thông tin về ma sói) để cung cấp thông tin và phối hợp tìm hiểu.
Qua quá trình điều tra, họ ngày càng sáng tỏ người cha dượng chính là người sói và là thủ phạm của các vụ án trước đó. Lúc này người cha dượng cũng đã chú ý đến hoạt động của họ và phát hiện ra kế hoạch này. Ông ta đã ra tay trước, giết chết người chú Charlie Cowley một cách dã man và rùng rợn đồng thời bắt cóc Marche và yêu cầu cậu bé đến gặp hắn ở trang trại một mình vào tối trăng tròn.
Derek đã sẵn sàng cho cuộc gặp gỡ đó. Nhưng một nhóm thanh thiếu niên khác đi đến trang trại vì họ cũng muốn điều tra vụ việc này trong một cuộc phiêu lưu mạo hiểm như các tiểu thuyết trinh thám.
Trong lần đụng độ ở trang trại này, người sói đã thể hiện sức mạnh và sự độc ác của mình. Ông ta hiện hình thành sói và giết hết những người bạn đến trang trại. Chỉ còn Derek và Marche chống chọi một cách quyết liệt với ma sói. Nhân một dịp sơ hở của ma sói, Marche đã đổ dầu lên người nó và châm lửa đốt, ma sói giãy dụa và gục xuống.
Hai bạn trẻ ôm hôn thắm thiết nhưng thình lình người cha dượng bật giậy và lao đến tấn công hai bạn. Bằng một động tác mạnh mẽ và dứt khoát, Derek đã đâm chết con ma sói này. Bộ phim kết thúc bằng hình ảnh hai người bạn trẻ lái xe về thành phố, bỏ lại trang trại ma quỷ đằng sau.

## Diễn viên
- Trevor Duke trong vai Cowley Derek (Nhân vật chính)
- Kimberly J. Brown trong vai Sam "Samantha" Marche (bạn gái của Derek)
- Richard Tyson trong vai Toblat Mitchell (Cha dượng của Derek và chính là ma sói)
- Sarah Aldrich trong vai Cowley Gwen
- Christopher trong vai Cowley Charlie
- Andrew Bowen trong vai Cowley Scott
- Sarah Christine Smith trong vai Cassie